# NGC 5682
NGC 5682 is een balkspiraalstelsel in het sterrenbeeld Ossenhoeder. Het hemelobject werd op 13 april 1850 ontdekt door Johnstone Stoney, assistent van de Ierse astronoom William Parsons.

## Synoniemen
- UGC 9388
- MCG 8-27-2
- ZWG 248.8
- KUG 1432+488
- IRAS 14329+4853
- PGC 52107